# Ołeksandr Radczenko
Ołeksandr Borysowycz Radczenko, ukr. Олександр Борисович Радченко (ur. 19 lipca 1976 w Żdanowie w obwodzie donieckim, Ukraińska SRR, zm. 7 lutego 2023) – ukraiński piłkarz grający na pozycji obrońcy, reprezentant Ukrainy.

## Kariera piłkarska

### Kariera klubowa
W 1993 rozpoczął karierę piłkarską w miejscowym klubie Azoweć Mariupol, który w 1995 zmienił nazwę na Metałurh Mariupol. W 1997 zaproszony do Dynama Kijów. W sezonie 2001/02 został wypożyczony do Zakarpattia Użhorod. Na początku 2003 przeszedł do Dnipra Dniepropetrowsk. W 2007 jako wolny agent przeszedł do Krywbasa Krzywy Róg. Latem 2009 był na testach w Wołyni Łuck, jednak nie odpowiadał wymogom trenerów łuckiego klubu, po czym postanowił zakończyć karierę piłkarską.

## Kariera reprezentacyjna
21 marca 2002 roku debiutował w narodowej reprezentacji Ukrainy w przegranym 0:1 meczu towarzyskim z Japonią. Łącznie rozegrał 17 gier reprezentacyjne. Wcześniej występował w młodzieżowej reprezentacji Ukrainy.

## Sukcesy i odznaczenia

### Sukcesy klubowe
- mistrz Ukrainy: 1998
- brązowy medalista Mistrzostw Ukrainy: 2004
- zdobywca Pucharu Ukrainy: 1998
- finalista Pucharu Ukrainy: 2004

### Odznaczenia
- tytuł Mistrza Sportu Klasy Międzynarodowej: 2005[4]
- Medal "Za pracę i zwycięstwo": 2006[5]